# جنب‌المسلسله
جنب‌المسلسله یا بتا زن برزنجیر یک ستاره است که در صورت فلکی زن برزنجیر قرار دارد.